# Waymarking
Waymarking je hra provozovaná společností Groundspeak. Jejím cílem je objevovat nová místa na Zemi a přidávat je do internetové databáze spolu s jejich geografickými souřadnicemi a fotografiemi. 
Hra vznikla jako nástupce zrušených „Virtuálních cache” hry Geocaching na serveru Geocaching.com.

## O hře
Hráč si na ze serveru waymarking.com stáhne souřadnice zajímavých míst a následně je hledá s použitím navigačního systému GPS. 
Pokud uspěje, nalezené místo vyfotografuje podle podmínek dané kategorie do které místo patří a přidá do seznamu svých nálezu. Existují kategorie s výjimkami, kde není nutné přiložit fotografii místa, ale jen pouze popsat zážitek či dojem z jeho návštěvy.
Každý účastník také může přidávat vlastní místa a sledovat statistiky nálezů sebe, jiných hráčů i daných míst.